# Aenictus laeviceps
Aenictus laeviceps é uma espécie de formiga do gênero Aenictus.